# Los Pueblos más Bonitos de Italia
Los Pueblos Más Bonitos de Italia (en italiano: I borghi più belli d'Italia) es una asociación de pequeños pueblos italianos de interés histórico. Fue fundada en marzo de 2001 gracias al impulso de la junta de turismo de la Associazione Nazionale Comuni Italiani, con el objetivo de preservar y mantener pueblos con un patrimonio de calidad. La asociación desarrolla iniciativas como festivales, exposiciones, fiestas, conferencias y conciertos que ponen en valor el patrimonio cultural, histórico, gastronómico y lingüístico, involucrando a residentes, escuelas y artistas locales.
La asociación se inspiró en su homóloga francesa más antigua, Los pueblos más bonitos de Francia (Les plus beaux villages de France), y forma parte de la organización internacional Les plus beaux villages de la Terre. La admisión al club implica el cumplimiento de una serie de requisitos, tanto estructurales, como la armonía arquitectónica del tejido urbano y la calidad del patrimonio construido público y privado, como, en general, relacionados con la calidad de vida del pueblo en términos de actividades y servicios para los habitantes.

## Listado de pueblos

### Norte de Italia

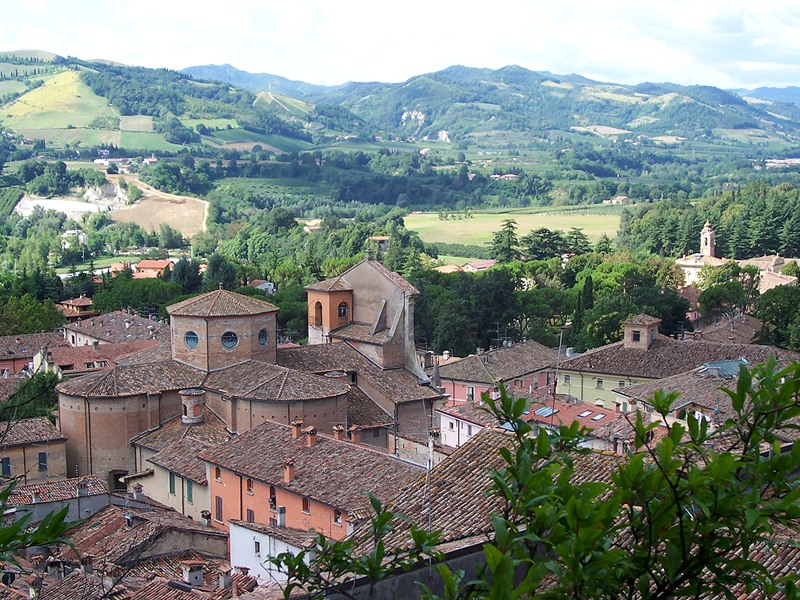
Brisighella.

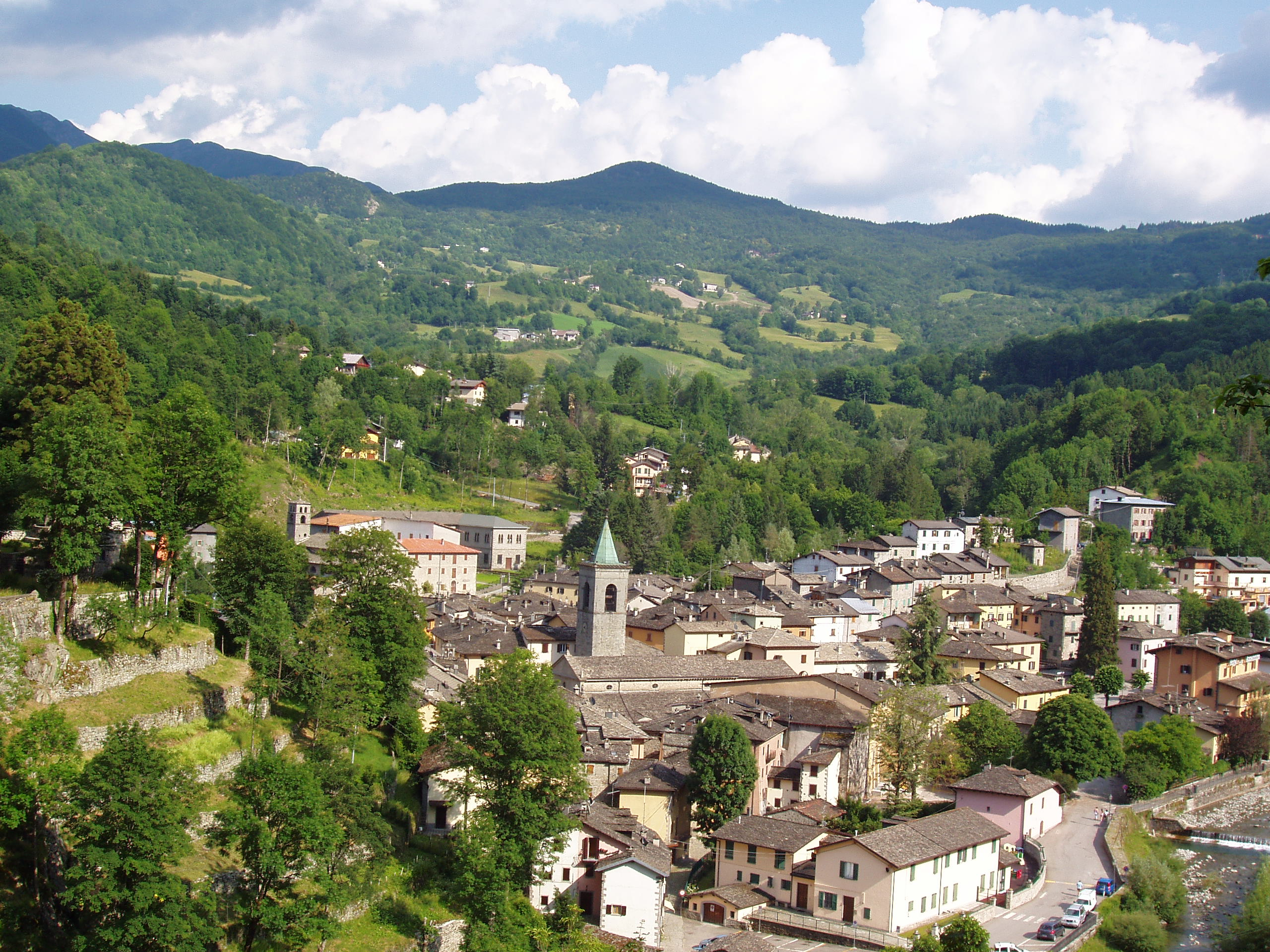
Fiumalbo.

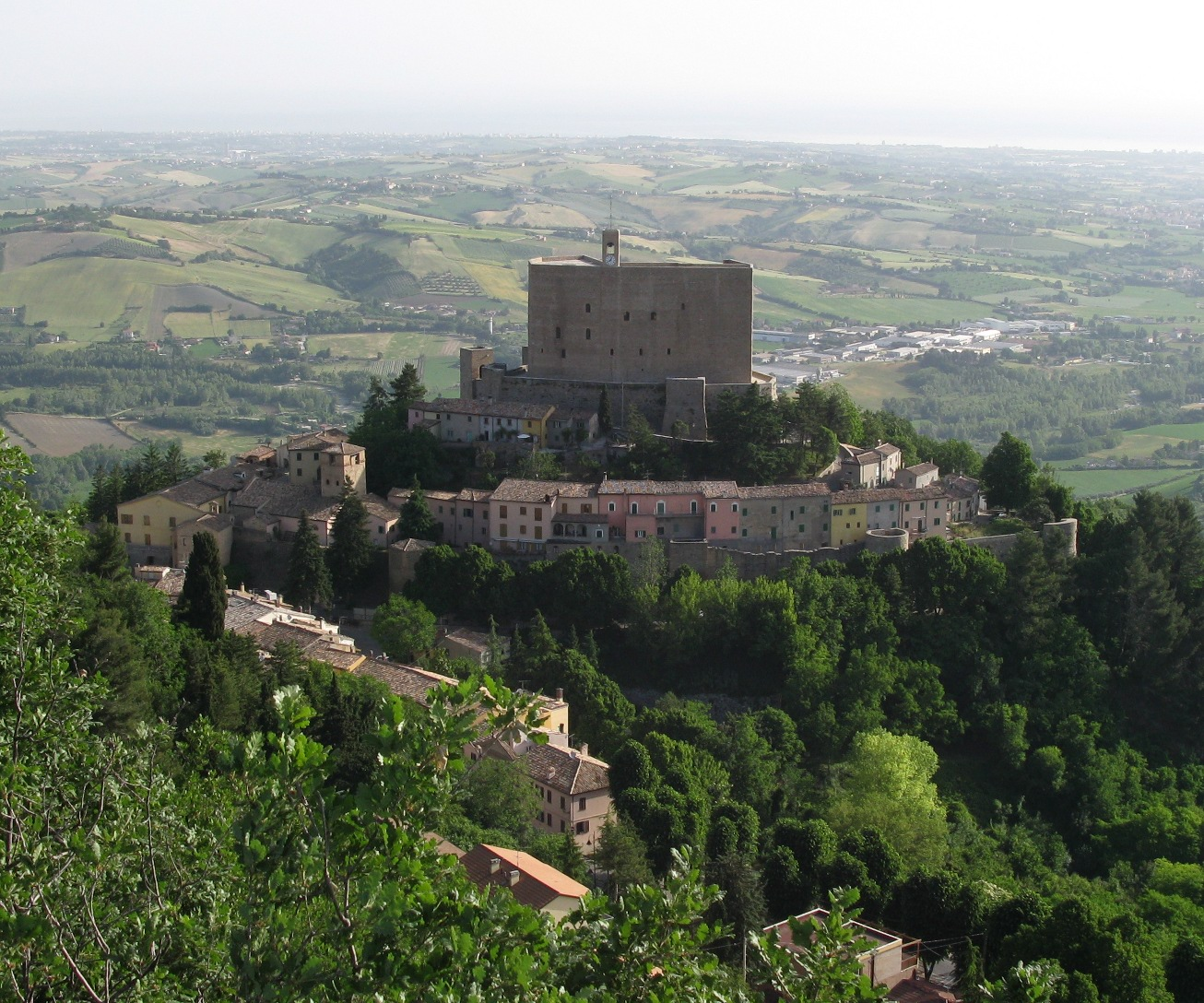
Montefiore Conca.

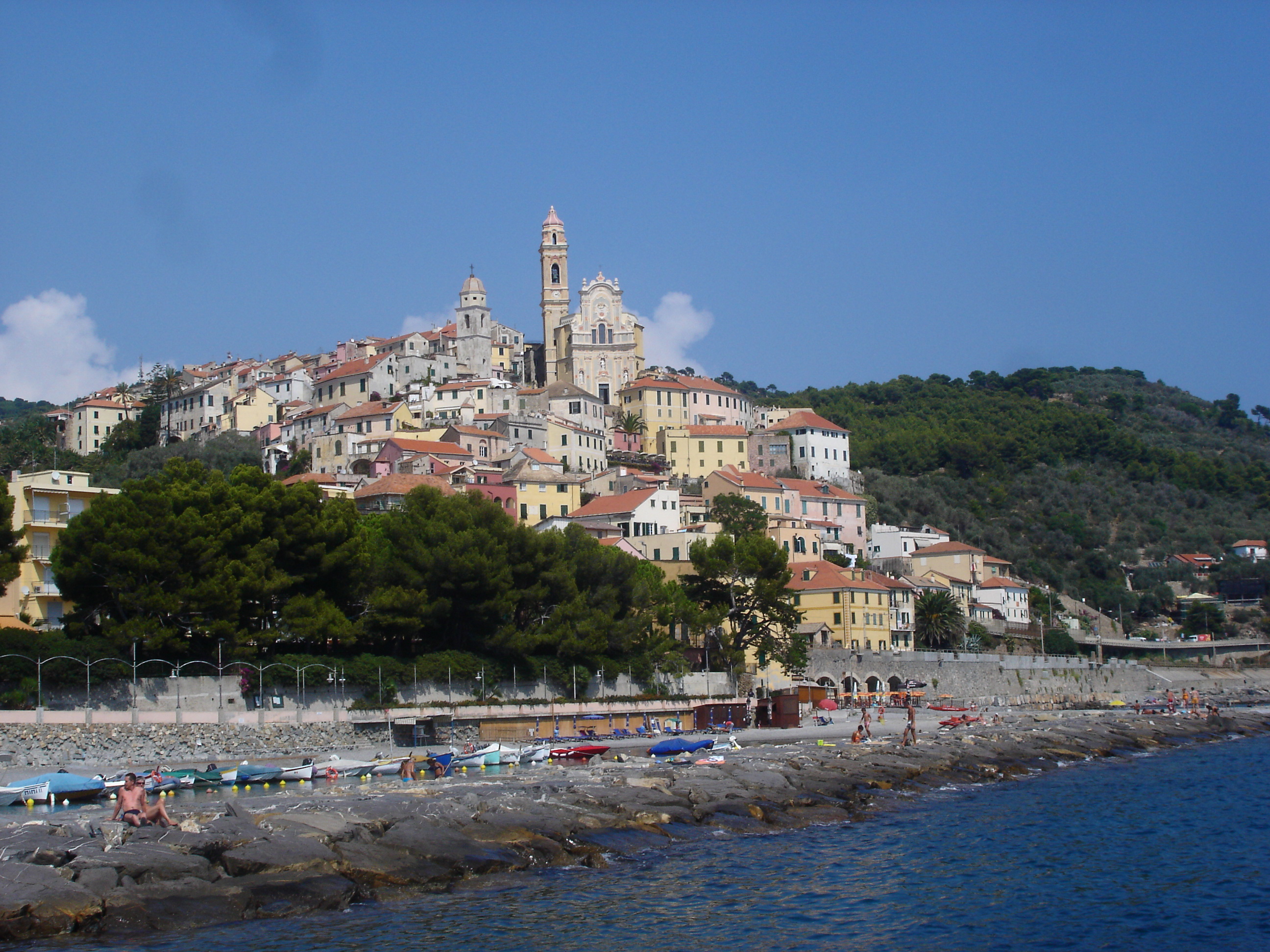
Cervo.

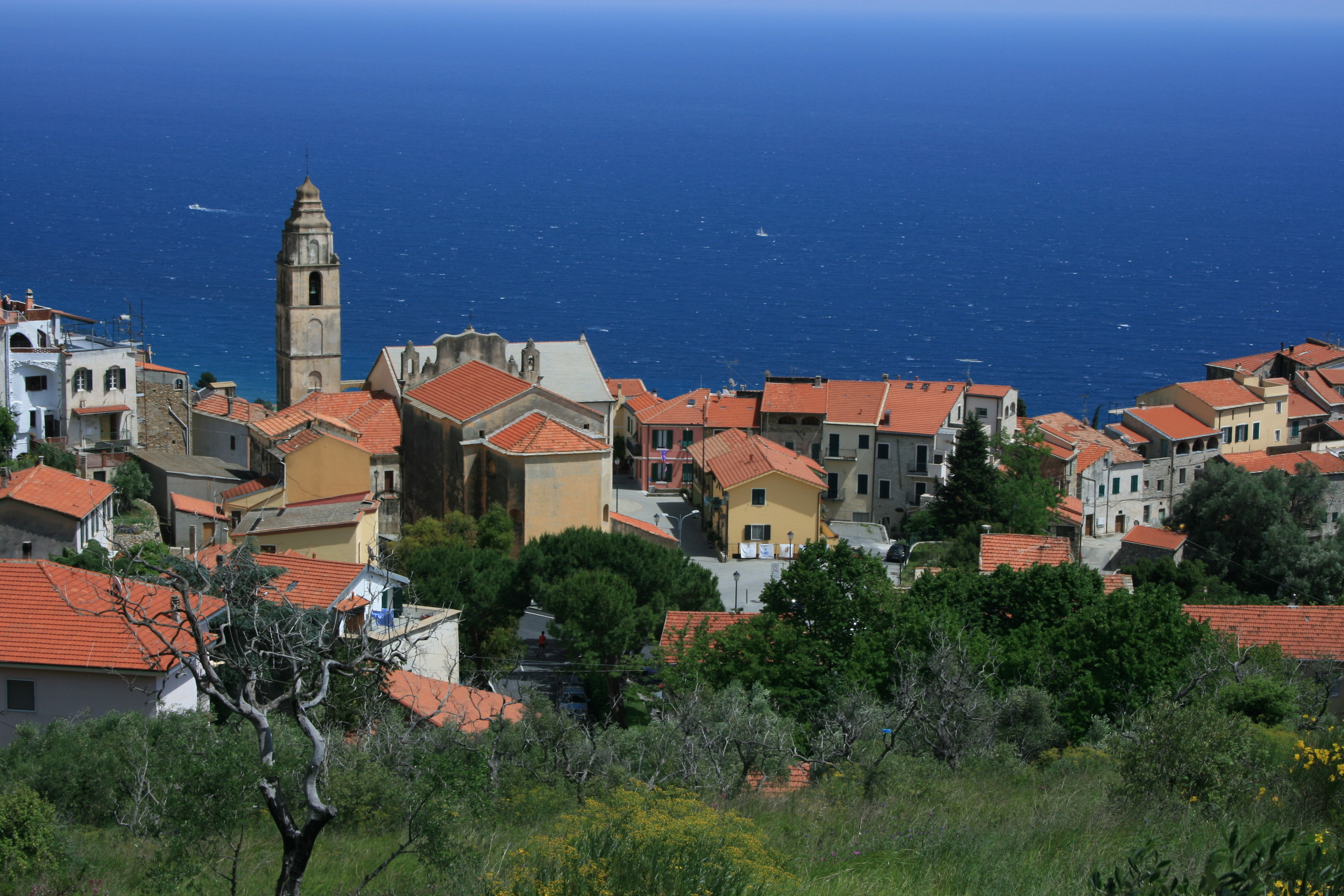
Cipressa.

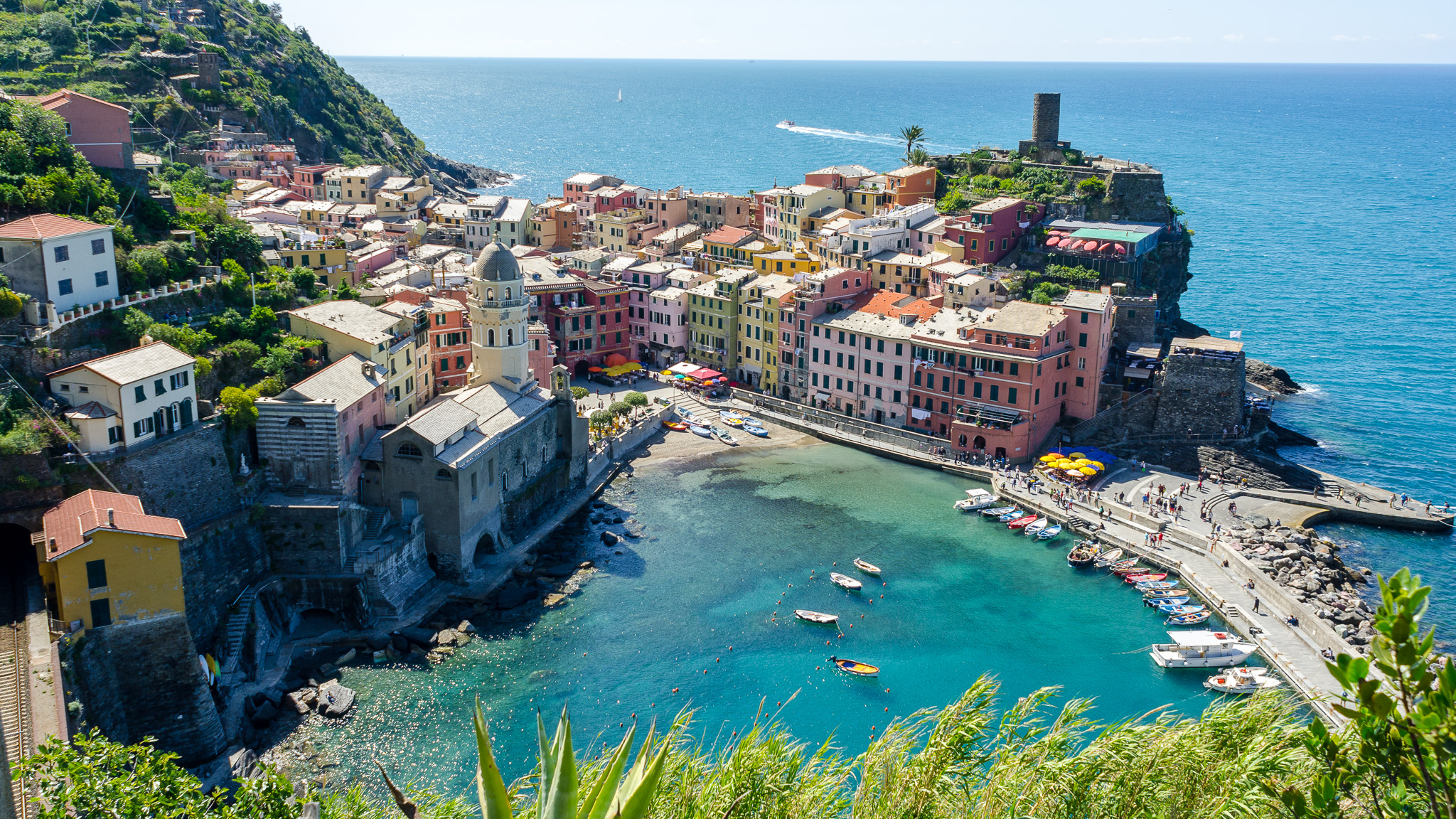
Vernazza.

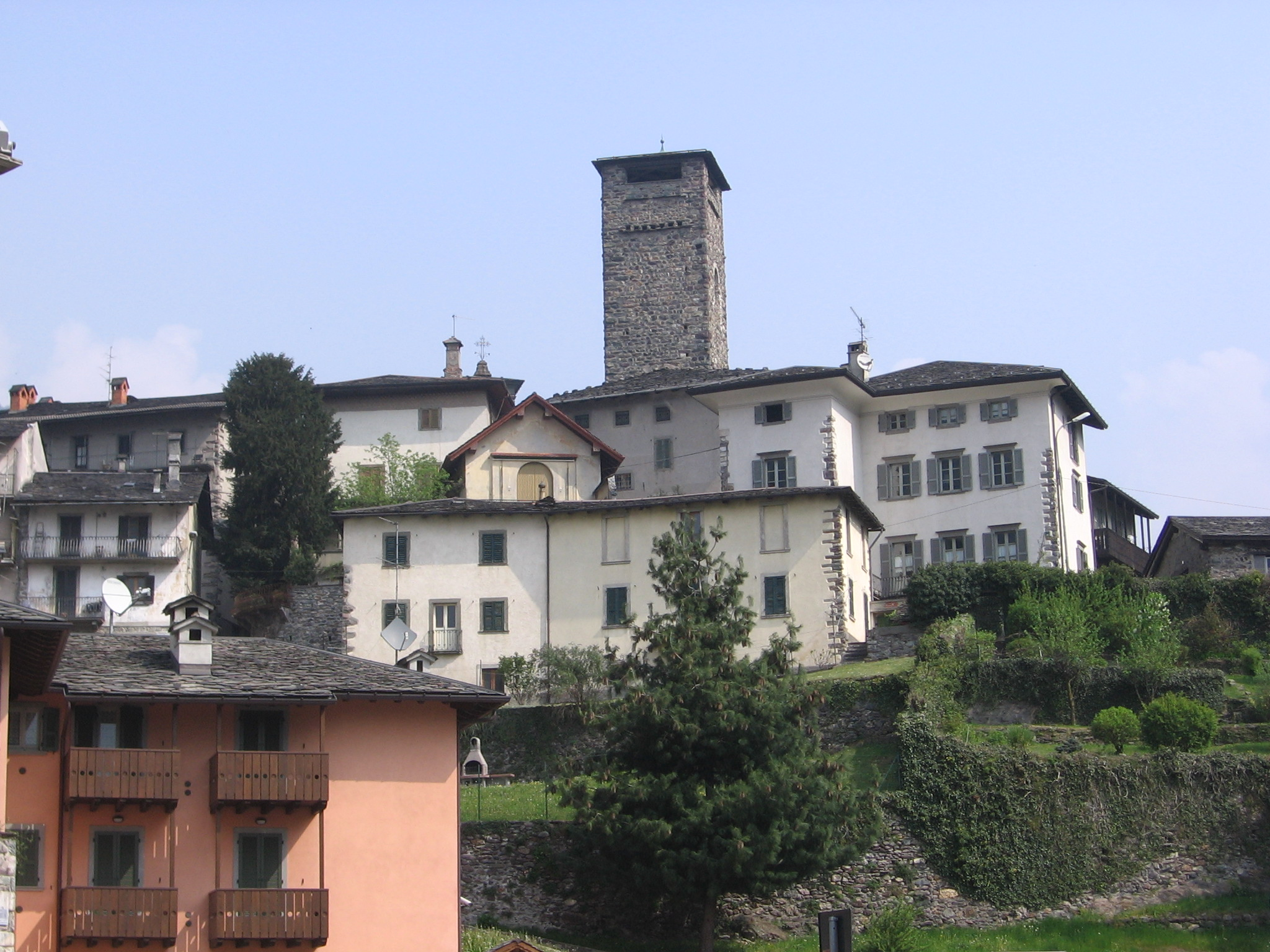
Gromo.

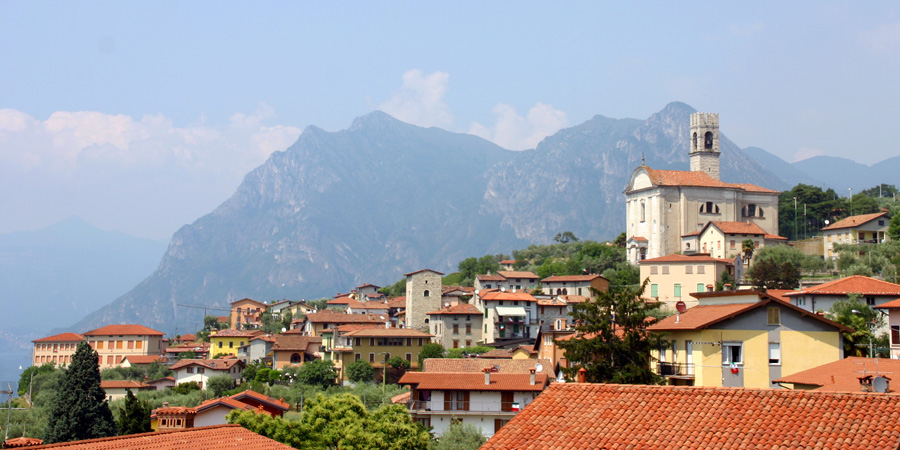
Monte Isola.

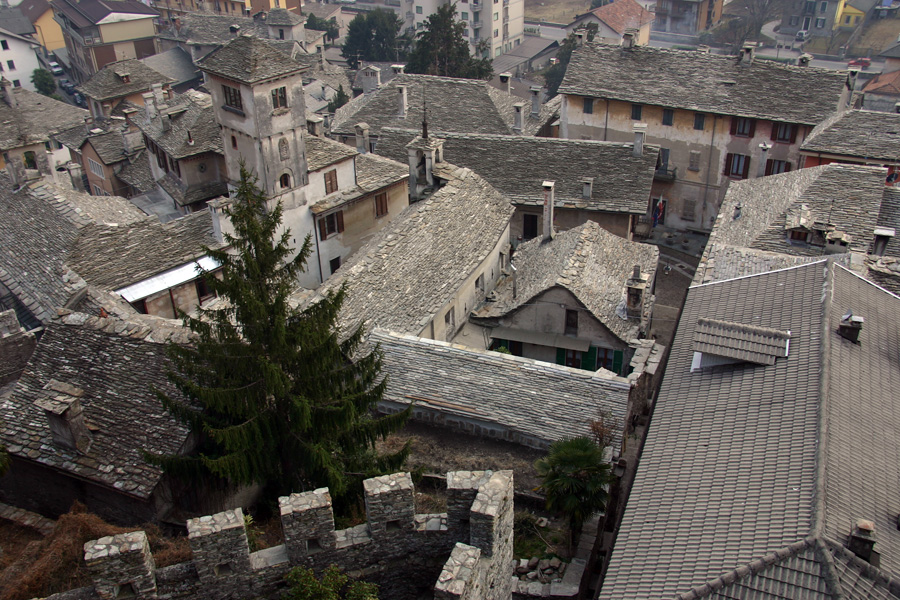
Vogogna.

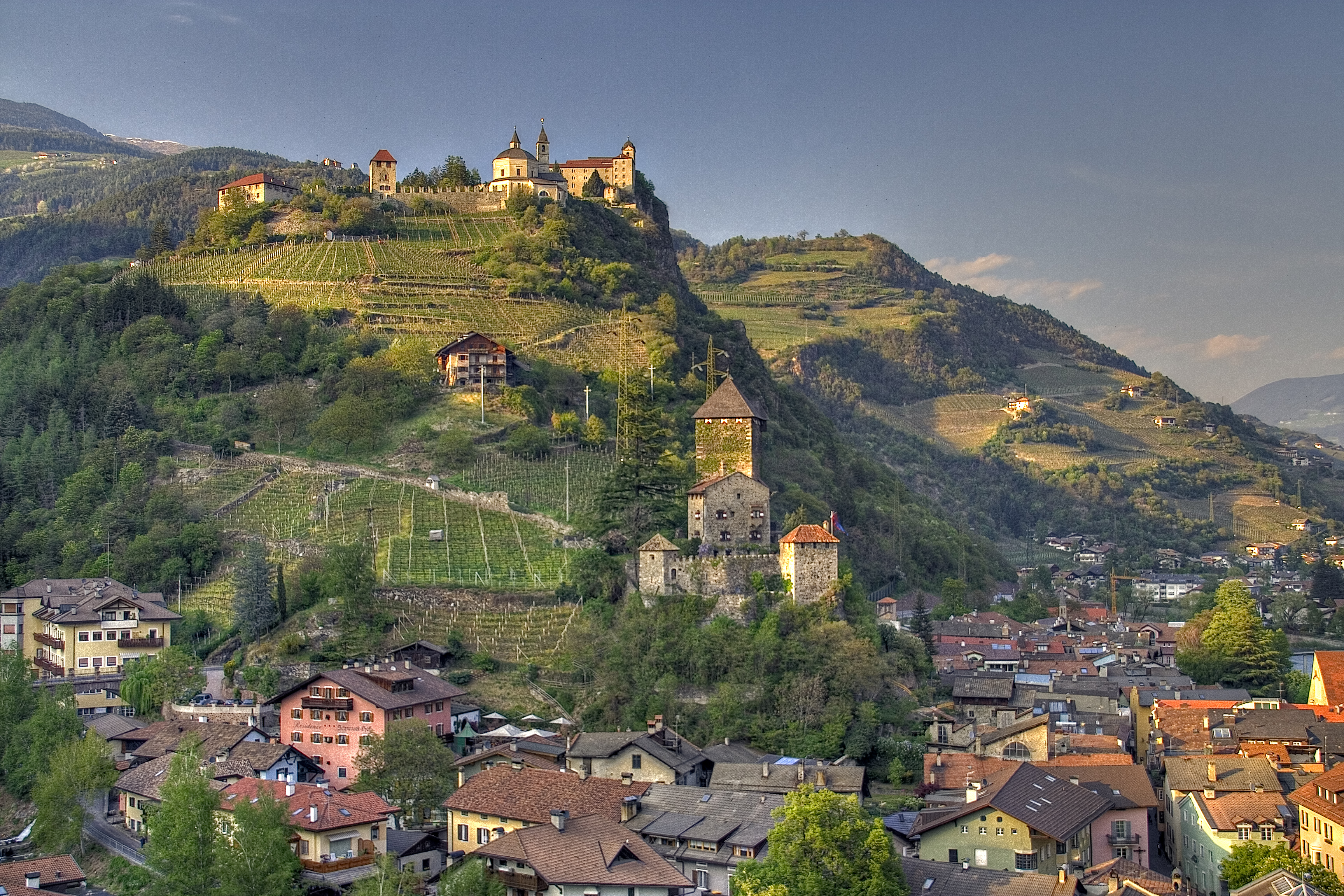
Chiusa.

- Valle de Aosta (1)
  - Etroubles

- Emilia-Romaña (13)
  - Bobbio
  - Brisighella
  - Castell'Arquato
  - Compiano
  - Dozza
  - Fiumalbo
  - Fontanellato
  - Gualtieri
  - Montefiore Conca
  - Montegridolfo
  - San Giovanni in Marignano
  - San Leo
  - Vigoleno

- Friul-Venecia Julia (9)
  - Clauiano
  - Cordovado
  - Fagagna
  - Gradisca d'Isonzo
  - Poffabro
  - Polcenigo
  - Sesto al Reghena
  - Toppo
  - Valvasone

- Liguria (21)
  - Apricale
  - Borgio Verezzi
  - Brugnato
  - Campo Ligure
  - Castelvecchio di Rocca Barbena
  - Cervo
  - Colletta di Castelbianco
  - Finalborgo
  - Framura
  - Laigueglia
  - Lingueglietta
  - Millesimo
  - Moneglia
  - Montemarcello
  - Noli
  - Seborga
  - Tellaro
  - Triora
  - Varese Ligure
  - Vernazza
  - Zuccarello

- Lombardía (21)
  - Bienno
  - Cassinetta di Lugagnano
  - Castellaro Lagusello
  - Castelponzone
  - Cornello dei Tasso
  - Curiglia con Monteviasco
  - Fortunago
  - Gradella
  - Grazie (pertenciente a Curtatone)
  - Gromo
  - Lierna
  - Lovere
  - Monte Isola
  - Morimondo
  - Pomponesco
  - Porana
  - Sabbioneta
  - San Benedetto Po
  - Soncino
  - Tremezzo
  - Tremosine
  - Zavattarello

- Piemonte (10)
  - Chianale
  - Garessio
  - Mombaldone
  - Neive
  - Orta San Giulio
  - Ostana
  - Ricetto di Candelo
  - Usseaux
  - Vogogna
  - Volpedo

- Trentino-Alto Adigio (8)
  - Canale di Tenno
  - Klausen
  - Neumarkt
  - Glurns
  - Mezzano
  - Rango
  - San Lorenzo in Banale
  - Sterzing

- Véneto (6)
  - Arquà Petrarca
  - Asolo
  - Borghetto
  - Cison di Valmarino
  - Montagnana
  - Portobuffolé

### Italia central

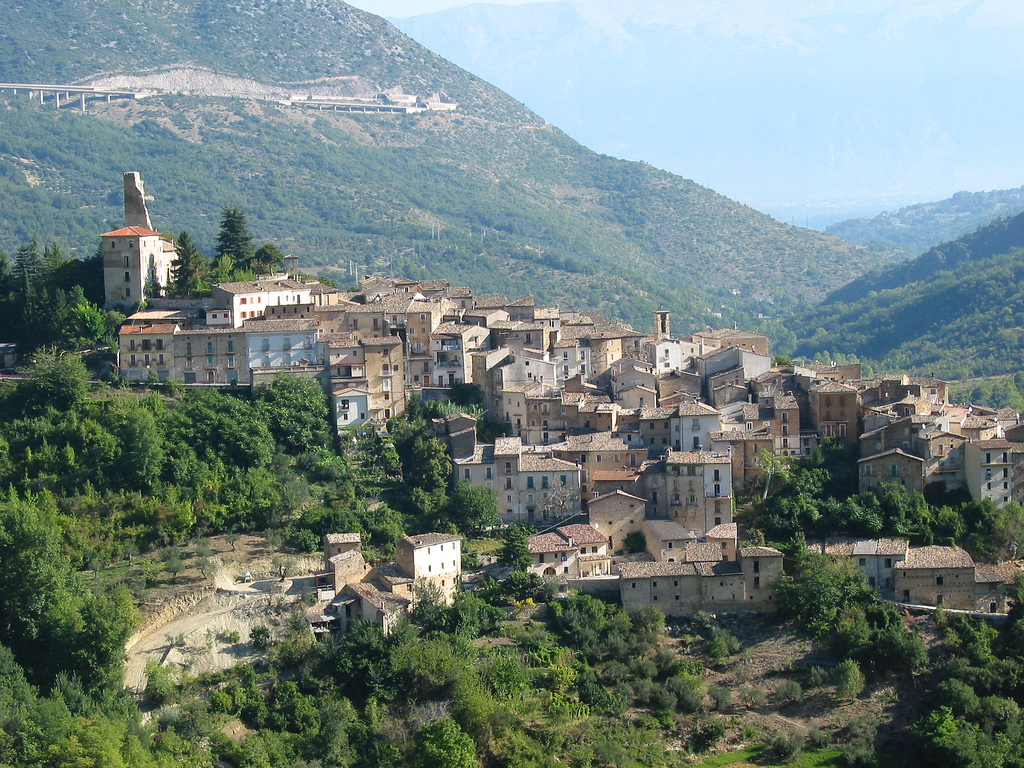
Anversa degli Abruzzi.

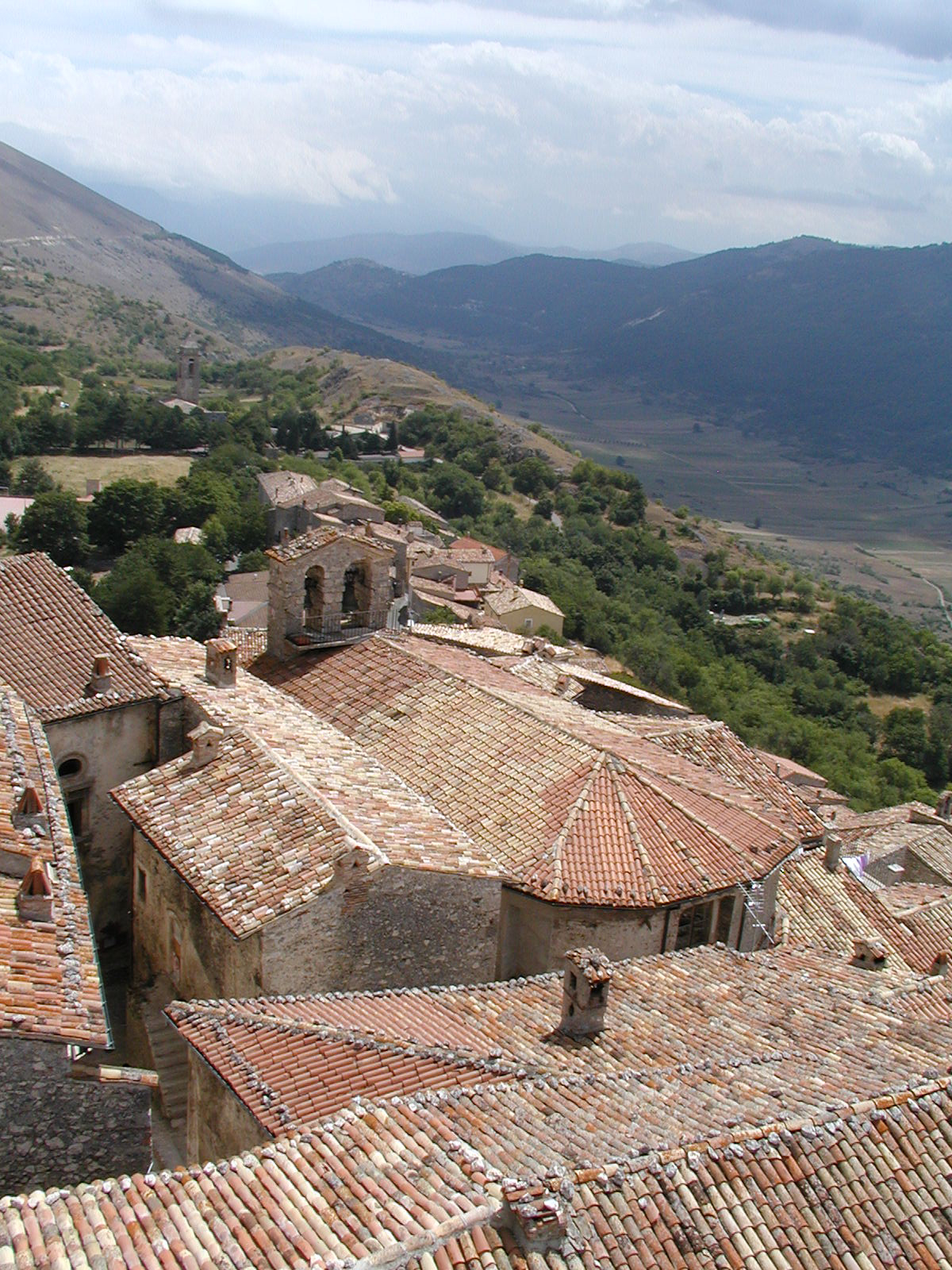
Santo Stefano di Sessanio.

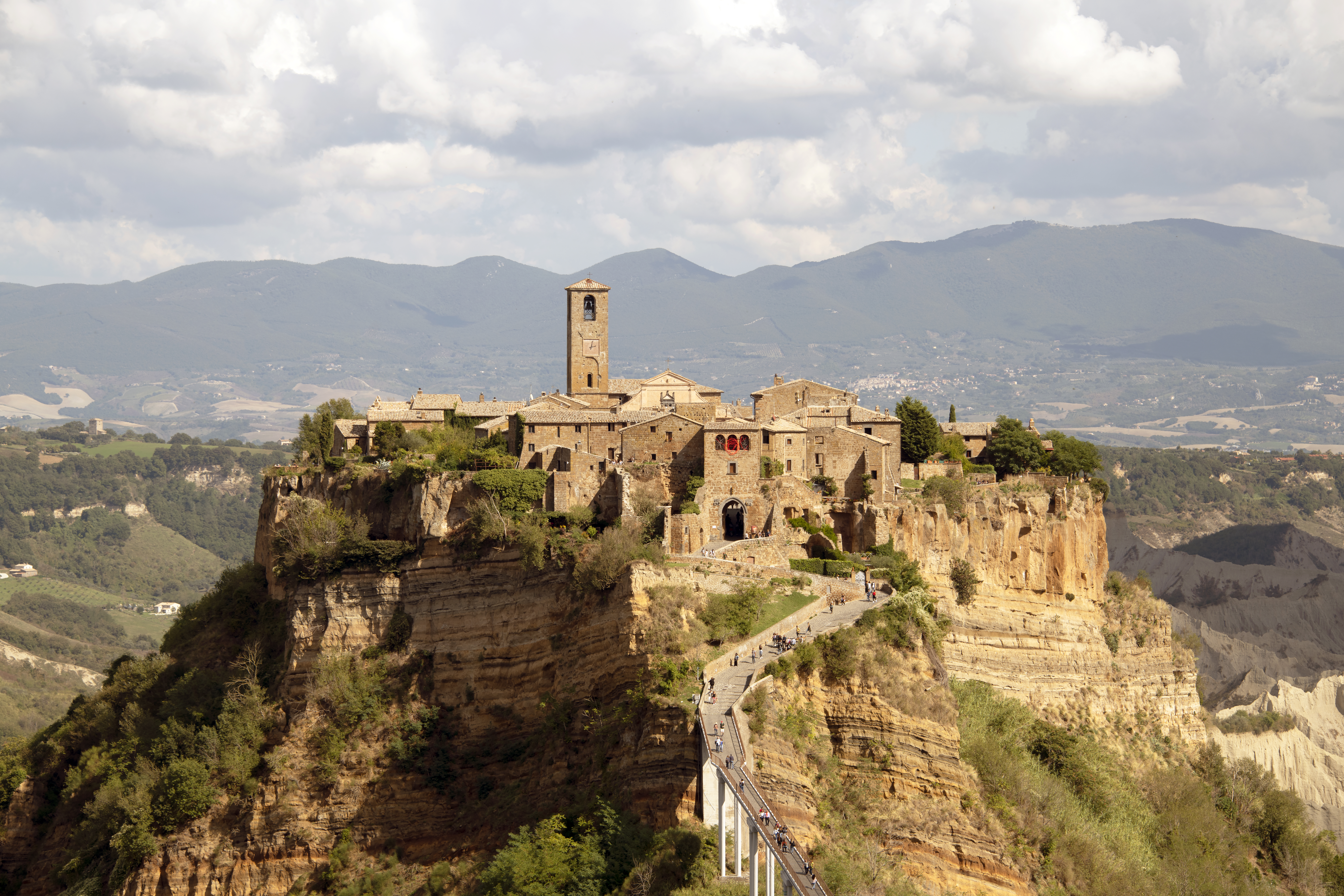
Civita di Bagnoregio.

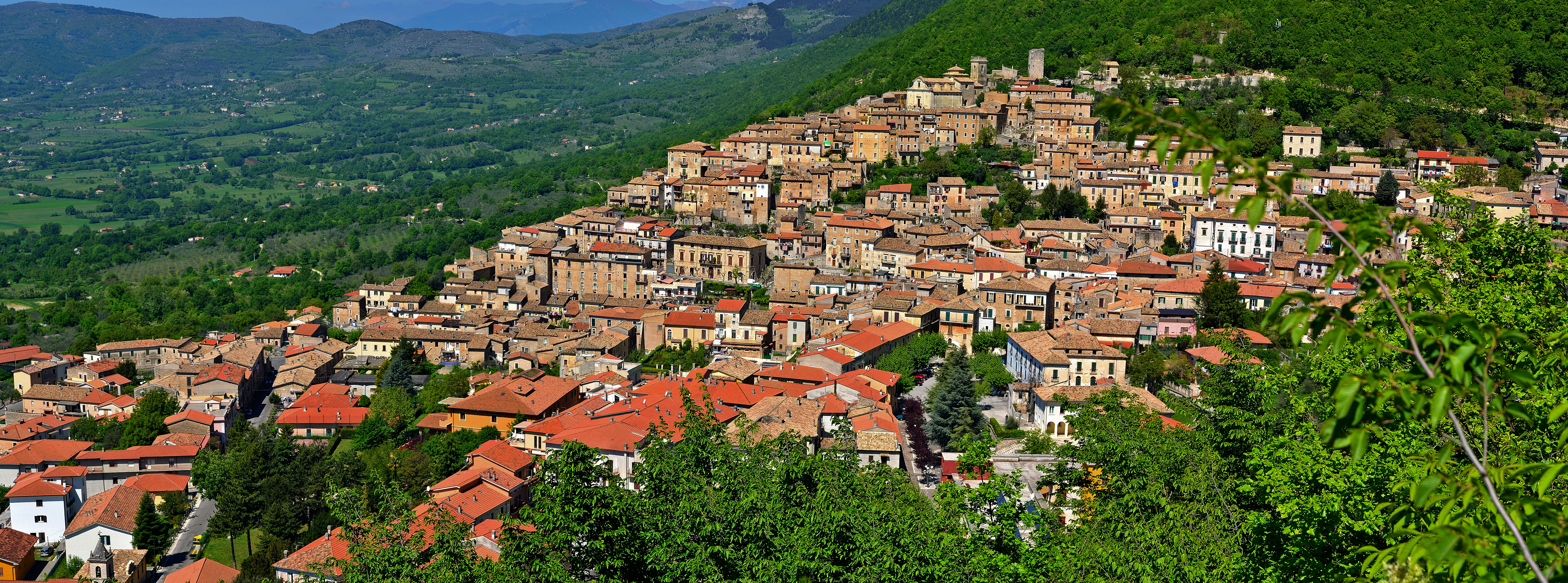
San Donato Val di Comino.

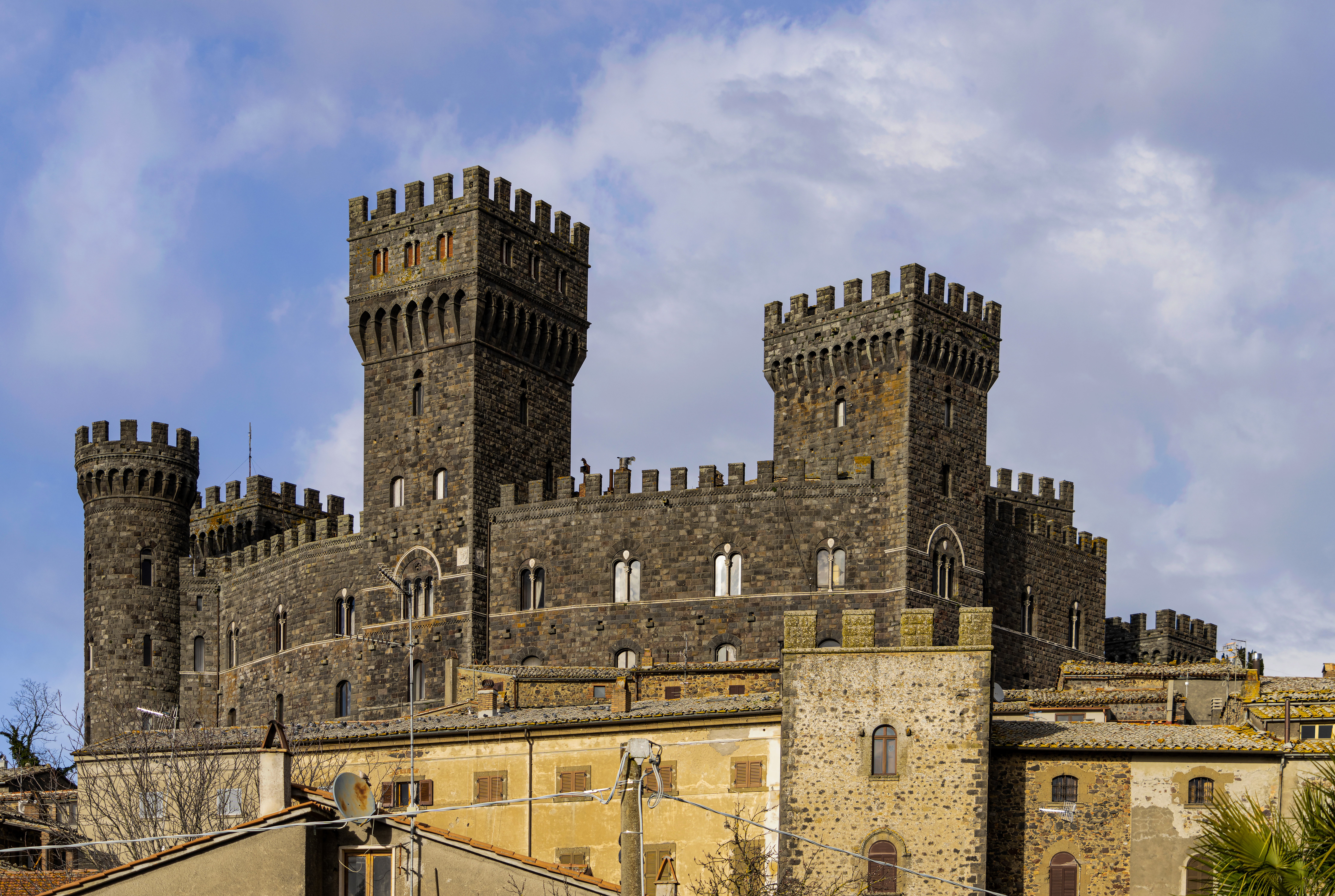
Torre Alfina.

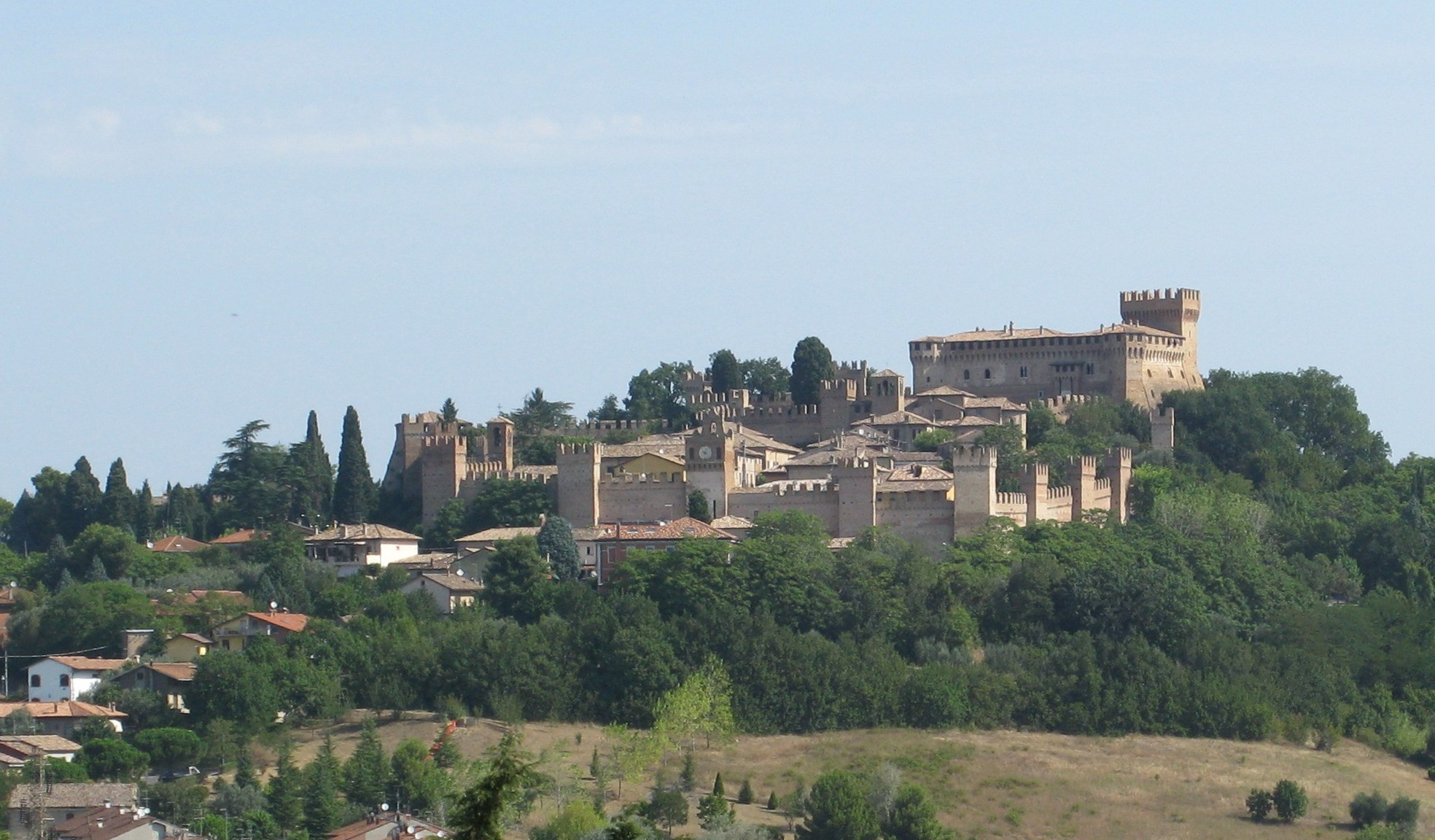
Gradara.

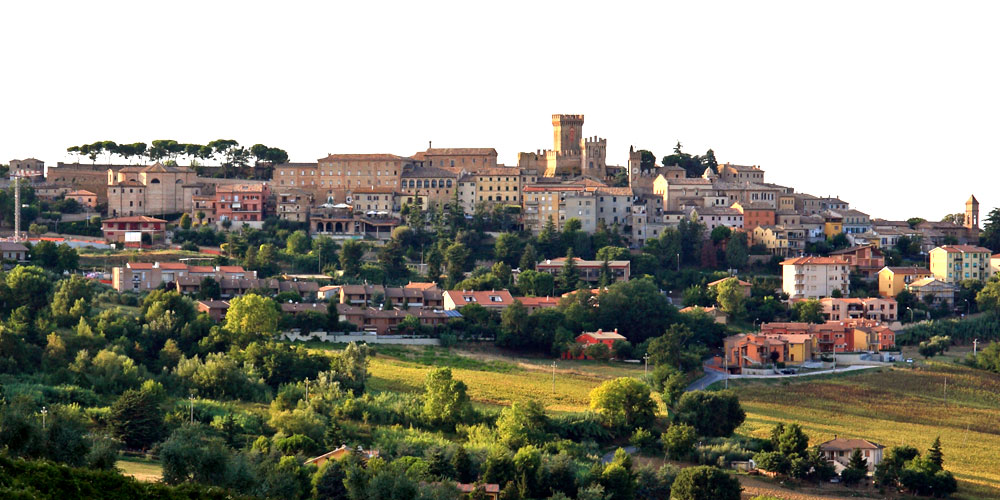
Offagna.

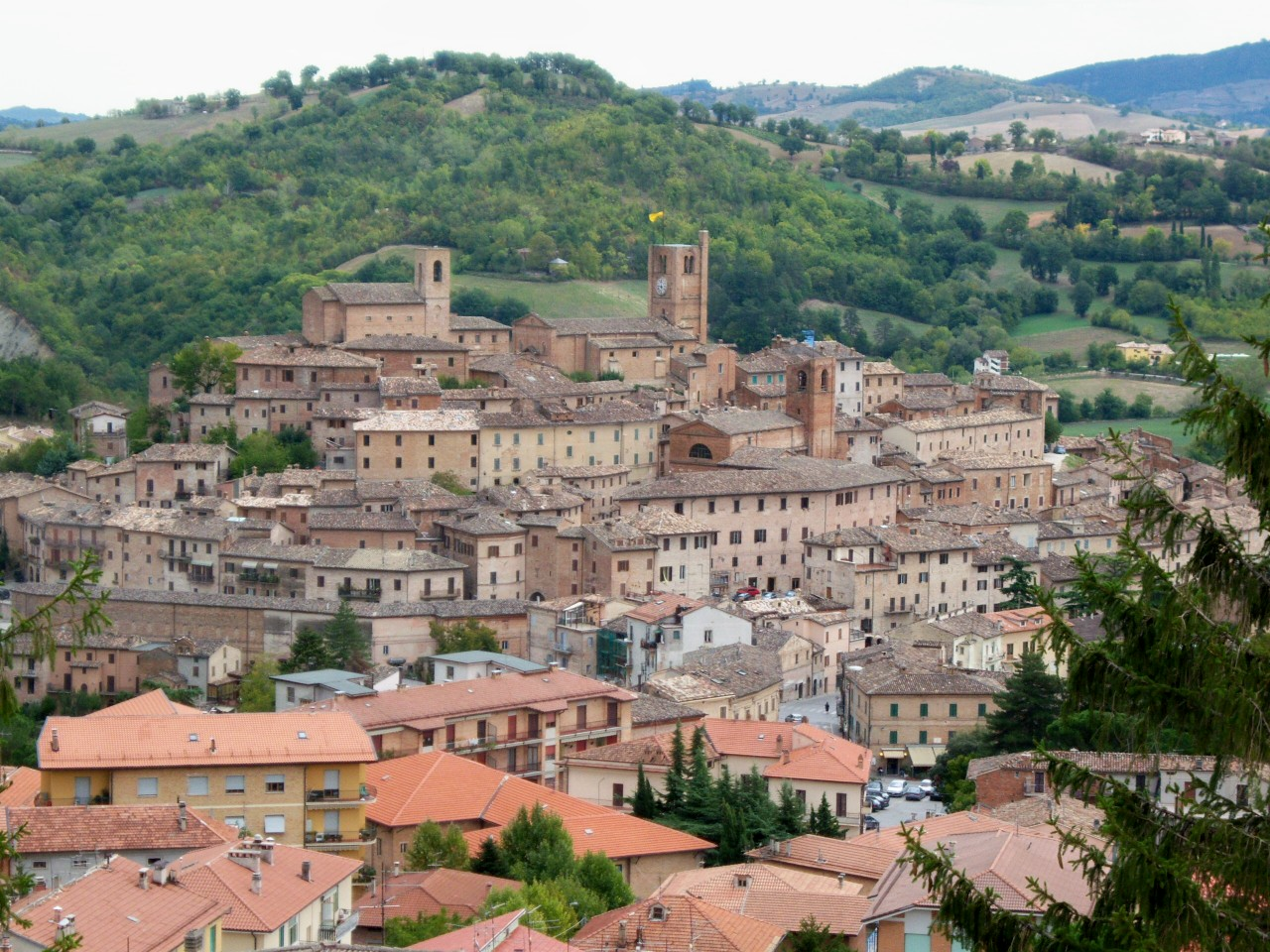
Sarnano.

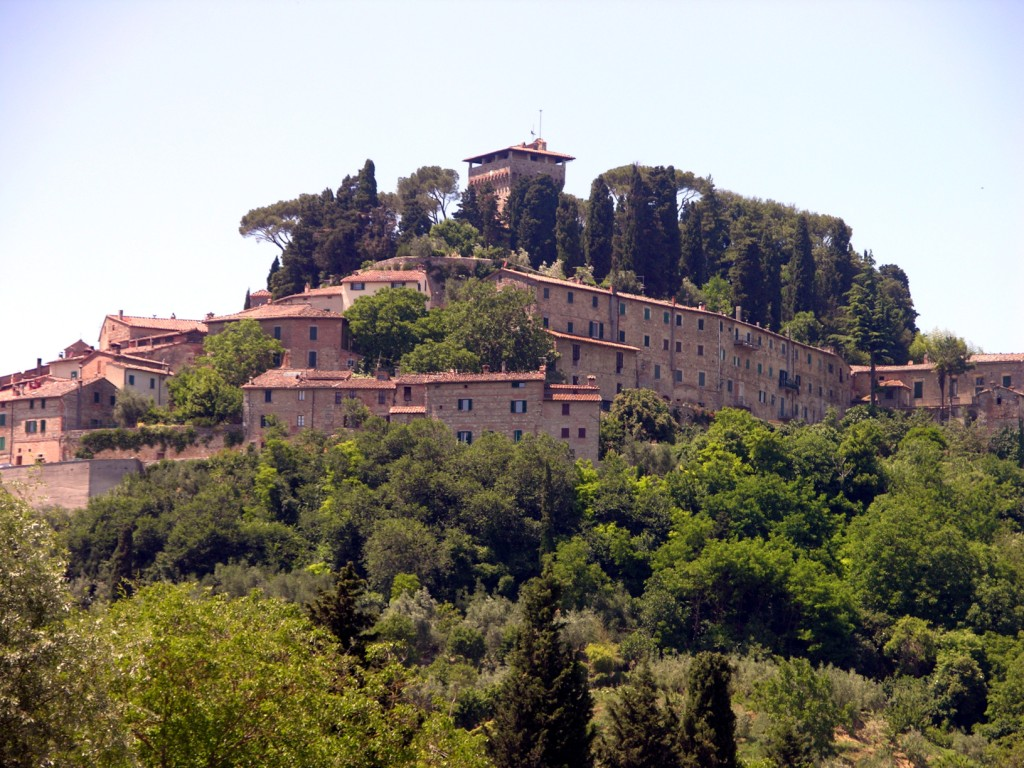
Cetona.

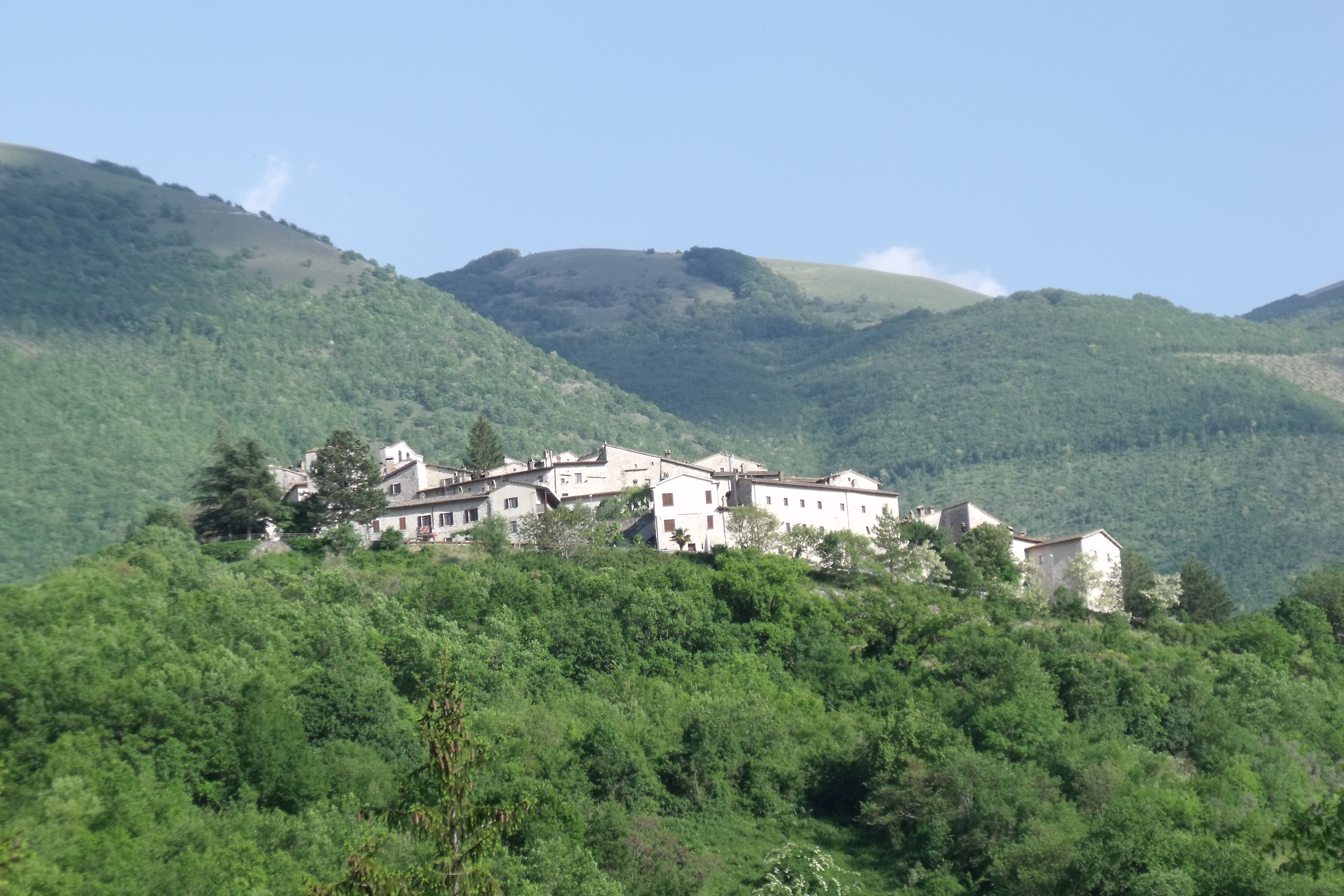
Vallo di Nera.

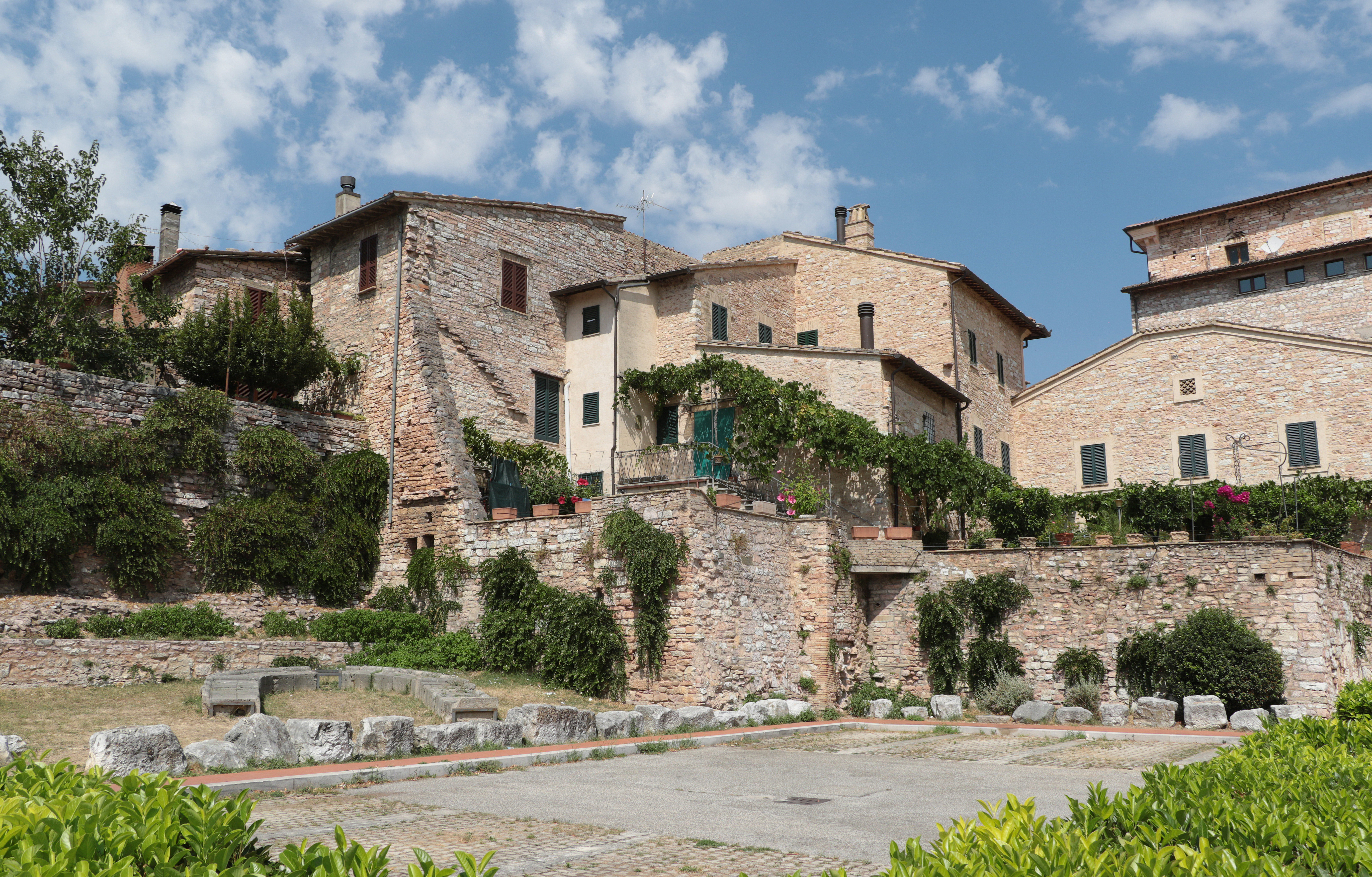
Spello.

- Abruzos (21)
  - Abbateggio
  - Anversa degli Abruzzi
  - Bugnara
  - Caramanico Terme
  - Castel del Monte
  - Castelli
  - Città Sant'Angelo
  - Civitella del Tronto
  - Introdacqua
  - Navelli
  - Opi
  - Pacentro
  - Penne
  - Pettorano sul Gizio
  - Pietracamela
  - Pretoro
  - Rocca San Giovanni
  - Santo Stefano di Sessanio
  - Scanno
  - Tagliacozzo
  - Villalago

- Lacio (13)
  - Boville Ernica
  - Campodimele
  - Caprarola
  - Castel di Tora
  - Castel Gandolfo
  - Civita di Bagnoregio
  - Collalto Sabino
  - Monte San Giovanni Campano
  - Orvinio
  - San Donato Val di Comino
  - Sperlonga
  - Subiaco
  - Torre Alfina

- Marcas (22)
  - Cingoli
  - Corinaldo
  - Frontino
  - Gradara
  - Grottammare
  - Macerata Feltria
  - Matelica
  - Mondavio
  - Mondolfo
  - Monte Grimano Terme
  - Montecassiano
  - Montecosaro
  - Montefabbri
  - Montefiore dell'Aso
  - Montelupone
  - Moresco
  - Offagna
  - Offida
  - San Ginesio
  - Sarnano
  - Treia
  - Visso

- Molise (4)
  - Fornelli
  - Frosolone
  - Oratino
  - Sepino

- Toscana (18)
  - Anghiari
  - Barga
  - Buonconvento
  - Castelfranco Piandiscò
  - Castiglione di Garfagnana
  - Cetona
  - Coreglia Antelminelli
  - Giglio Castello
  - Loro Ciuffenna
  - Montemerano
  - Montescudaio
  - Pitigliano
  - Poppi
  - Porto Ercole
  - San Casciano dei Bagni
  - Scarperia
  - Sovana
  - Suvereto

- Umbría (25)
  - Acquasparta
  - Arrone
  - Bettona
  - Bevagna
  - Antiga vila de Sant'Antonio de Perugia
  - Castiglione del Lago
  - Citerna
  - Corciano
  - Deruta
  - Giove
  - Lugnano in Teverina
  - Massa Martana
  - Monte Castello di Vibio
  - Montefalco
  - Montone
  - Norcia
  - Paciano
  - Panicale
  - Piediluco
  - San Gemini
  - Spello
  - Stroncone
  - Torgiano
  - Trevi
  - Vallo di Nera

### Sur de Italia

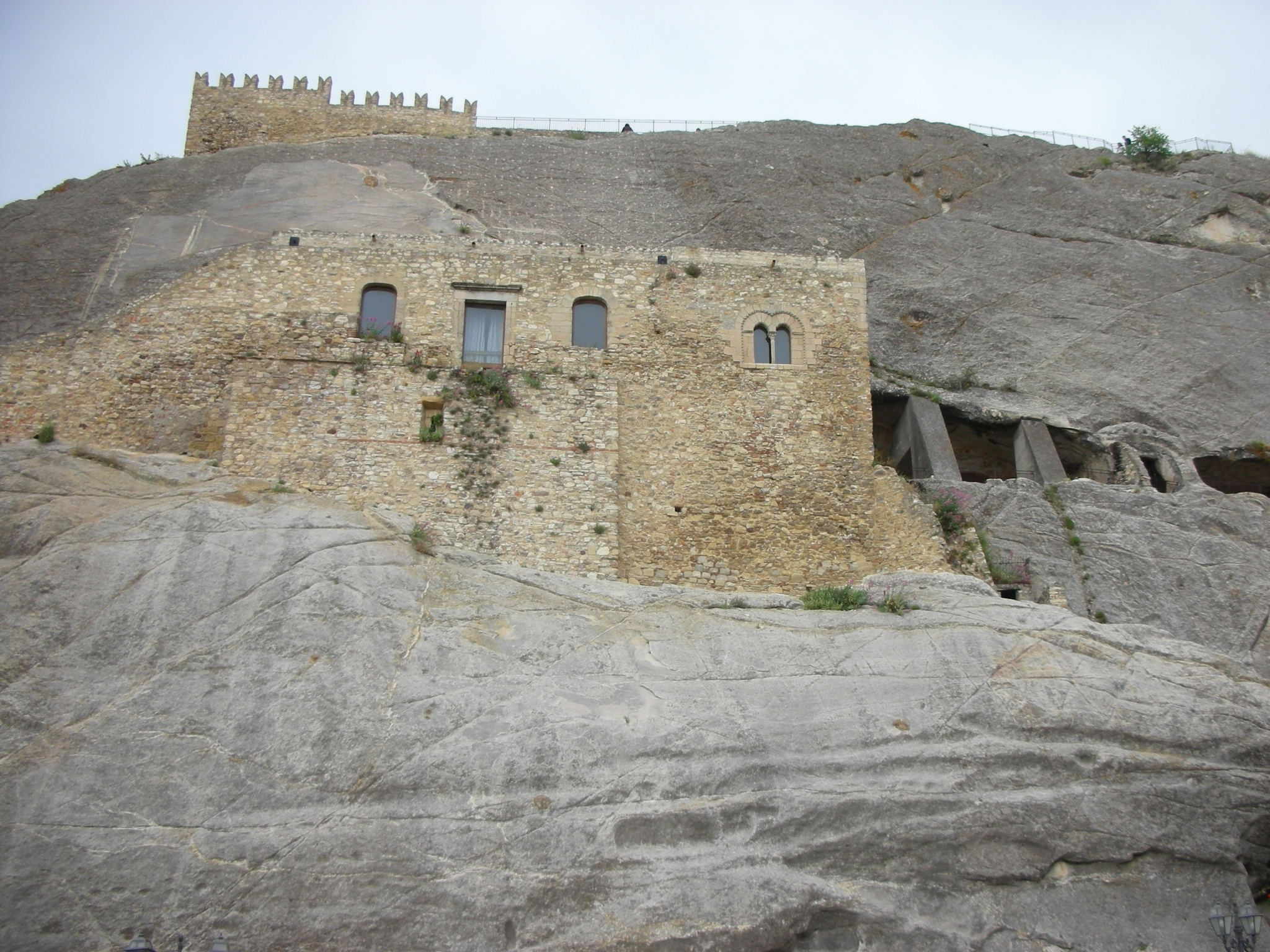
Sperlinga.

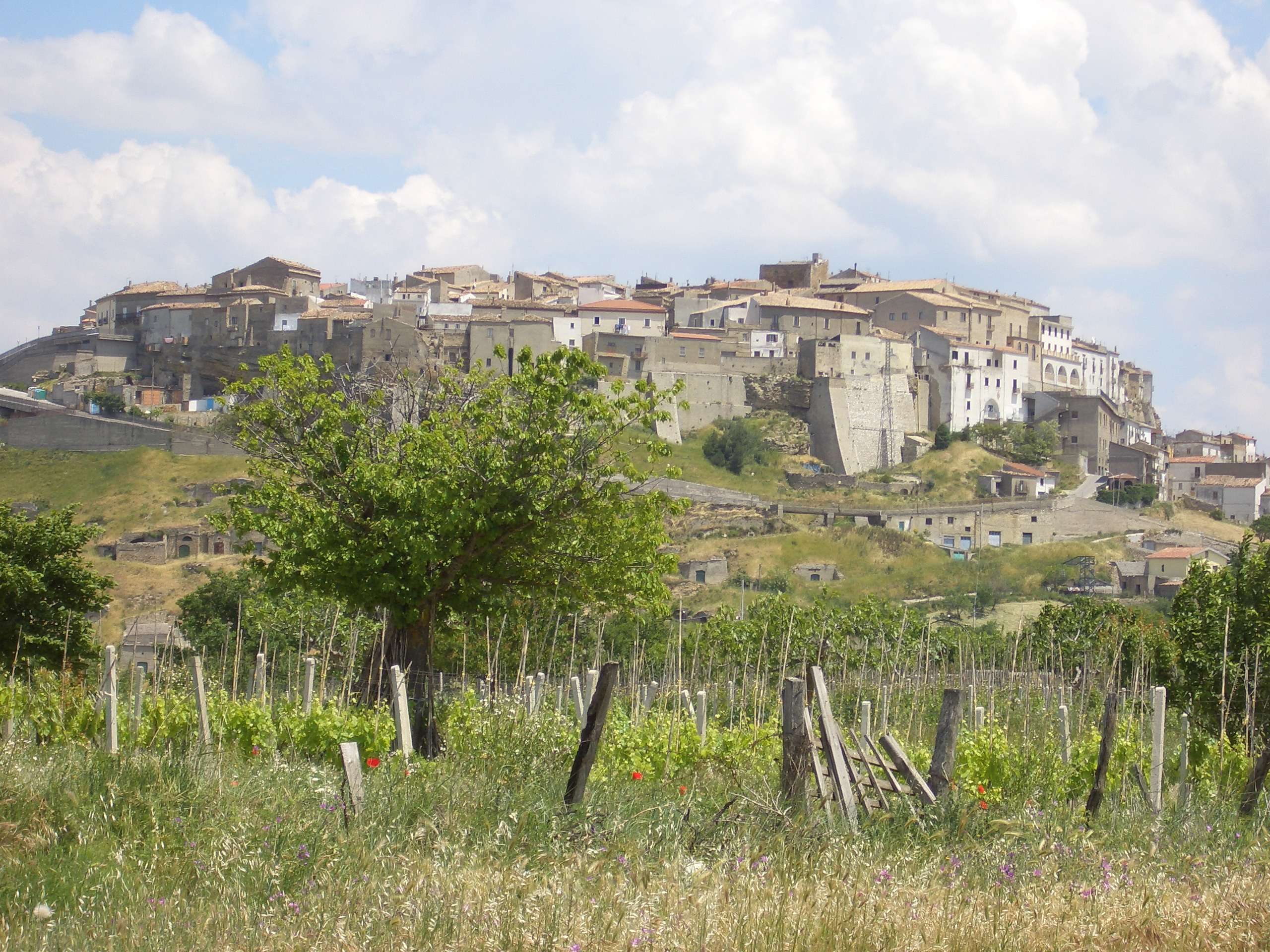
Acerenza.

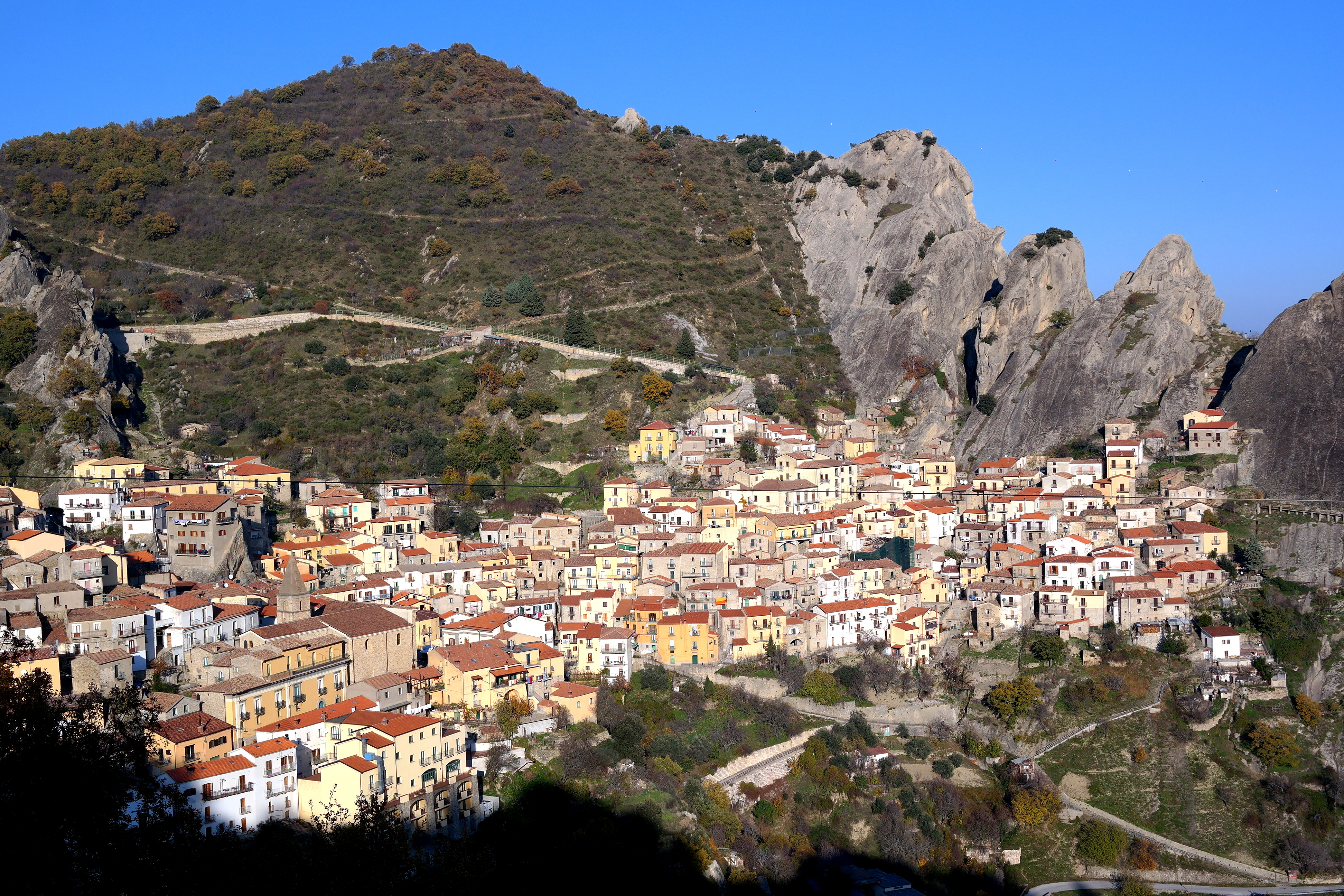
Castelmezzano.

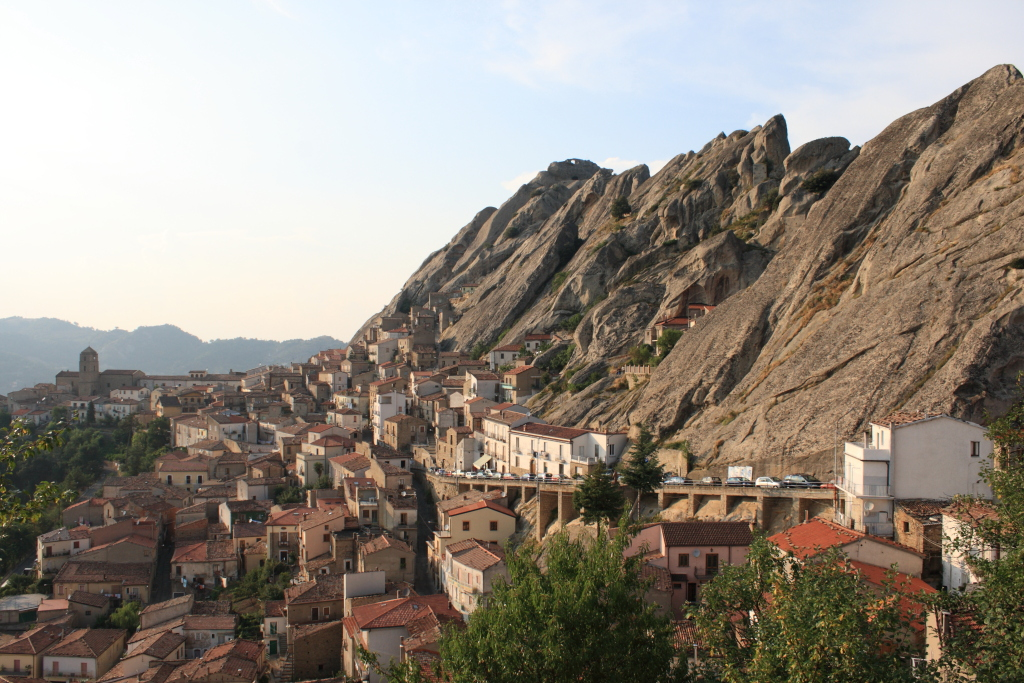
Pietrapertosa.

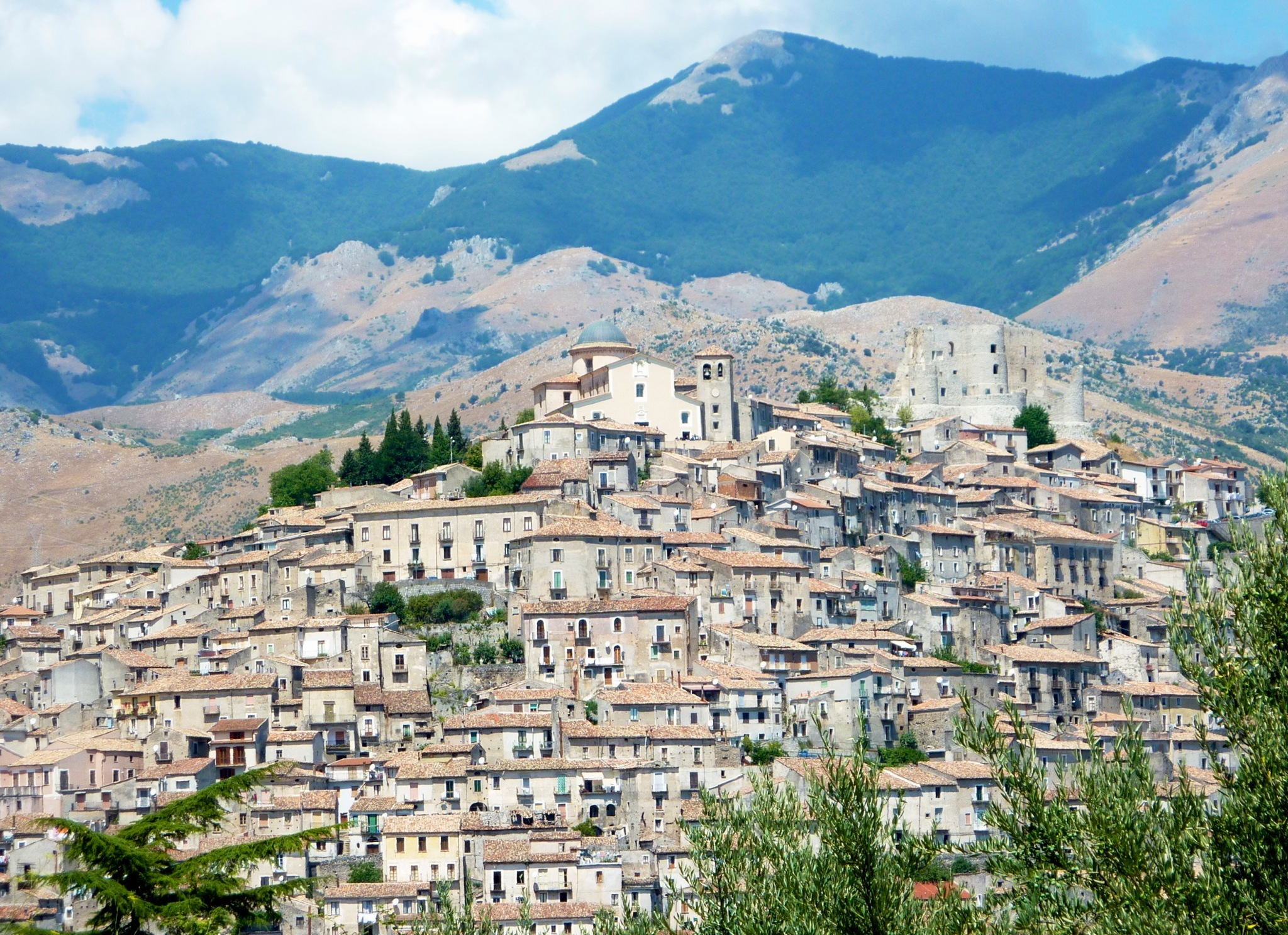
Morano Calabro.

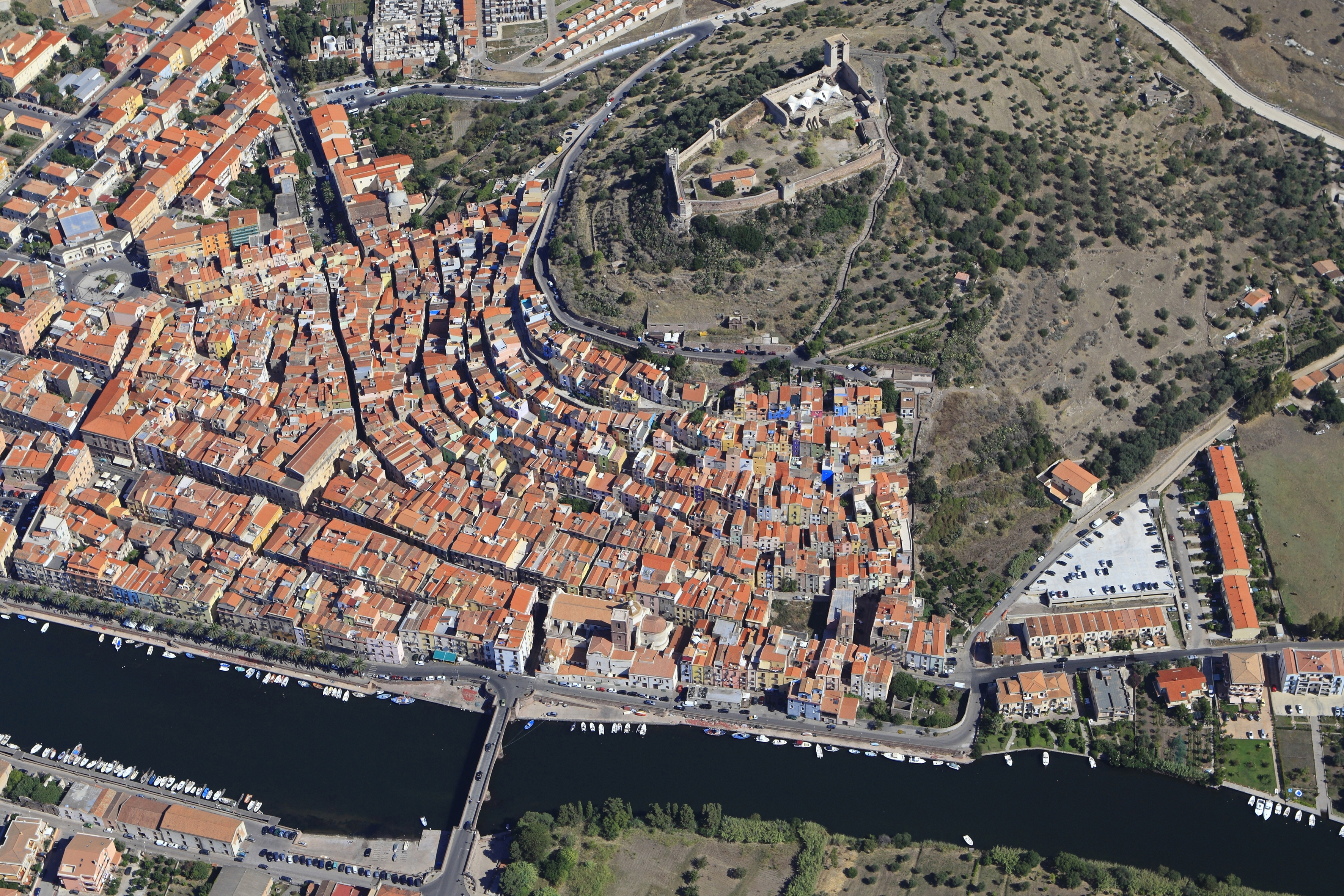
Bosa.

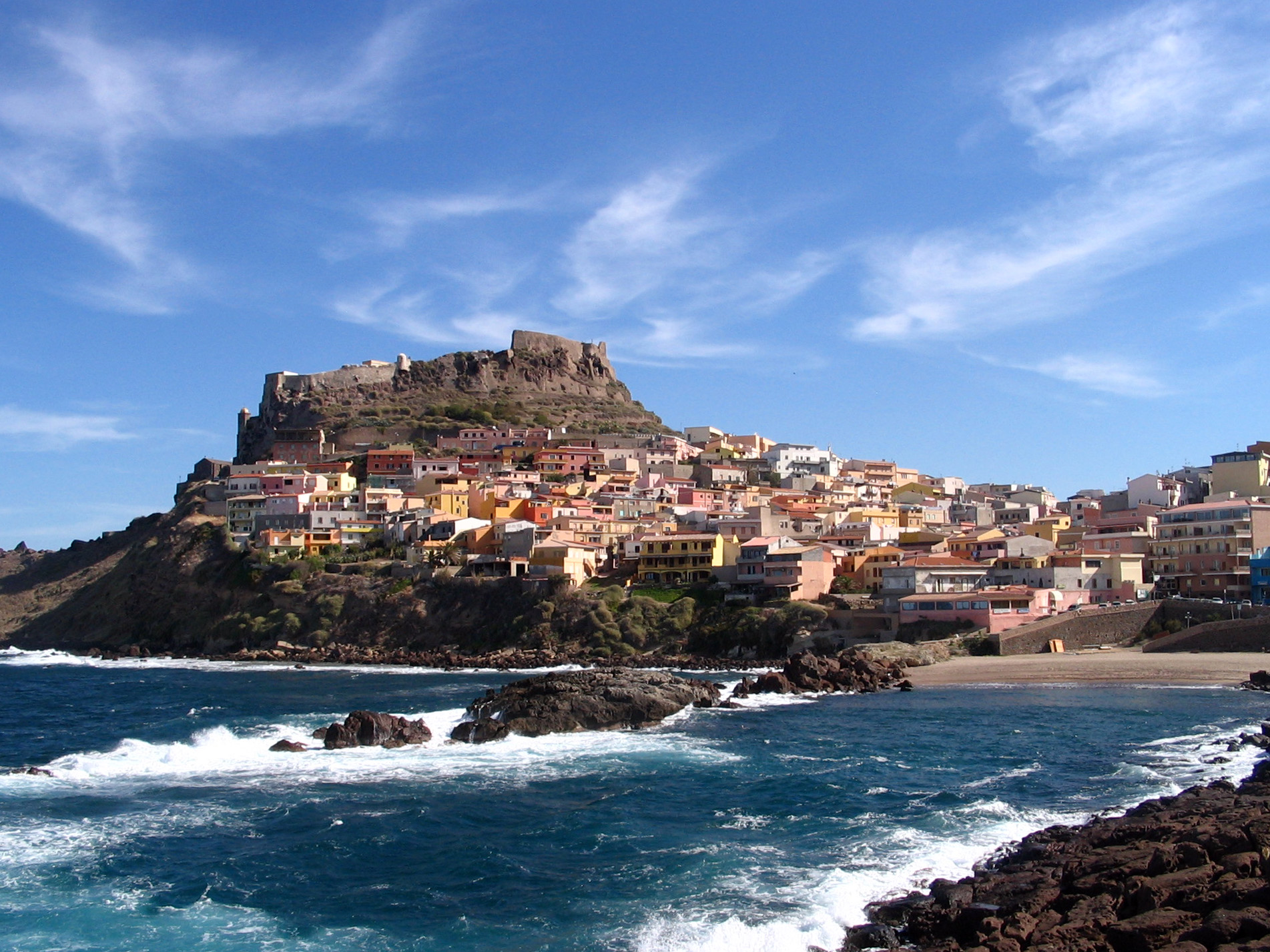
Castelsardo.

- Basilicata (6)
  - Acerenza
  - Castelmezzano
  - Guardia Perticara
  - Pietrapertosa
  - Venosa
  - Viggianello

- Calabria (10)
  - Aieta
  - Altomonte
  - Bova
  - Chianalea
  - Civita
  - Fiumefreddo Bruzio
  - Gerace
  - Morano Calabro
  - Santa Severina
  - Stilo

- Campania (8)
  - Albori
  - Atrani
  - Castellabate
  - Conca dei Marini
  - Furore
  - Monteverde
  - Nusco
  - Sant'Agata de' Goti

- Apulia (10)
  - Alberona
  - Bovino
  - Cisternino
  - Locorotondo
  - Otranto
  - Pietramontecorvino
  - Presicce
  - Roseto Valfortore
  - Specchia
  - Vico del Gargano

- Cerdeña (4)
  - Atzara
  - Bosa
  - Carloforte
  - Castelsardo

- Sicilia (18)
  - Castelmola
  - Castiglione di Sicilia
  - Castroreale
  - Cefalù
  - Erice
  - Ferla
  - Gangi
  - Geraci Siculo
  - Montalbano Elicona
  - Monterosso Almo
  - Novara di Sicilia
  - Palazzolo Acreide
  - Petralia Soprana
  - Sambuca di Sicilia
  - San Marco d'Alunzio
  - Savoca
  - Sperlinga
  - Sutera